# Ephesia fumigera
Ephesia fumigera är en fjärilsart som beskrevs av W. Warren 1913. Ephesia fumigera ingår i släktet Ephesia och familjen nattflyn. Inga underarter finns listade i Catalogue of Life.